# Нова Марківка
Нова Марківка — колишнє село в Україні, у Поліському районі Київської області, зняте з обліку у зв'язку з відселенням мешканців унаслідок аварії на ЧАЕС.
Село розміщувалося за 18 км від колишнього районного центру Поліське (Хабне).

## Історія
Перша згадка про хутір Марківка, що дав початок двом селам — Нова Марківка та Стара Марківка, датовано 1900 роком. Тоді власницький хутір Марківка Красятицької волості мав 12 дворів та 88 мешканців (46 чоловіків та 42 жінки). Головним заняттям мешканців було землеробство. Хутір належав Володимиру Борисовичу Чалікову.
1926 року село Марківка було центром Марківської сільради Хабенського району, мало 57 дворів та 285 мешканців — 147 чоловіків та 138 жінок. Національний склад був доволі строкатим — 159 українців, 56 німців, 52 чехи, 18 поляків.
Карти того часу виокремлюють колонію Нова Марківка, проте у переписах населення обидва поселення зазначені як єдине ціле.
1947 року село Нова Марківка була центром Новомарківської сільради, якій підпорядковувалися село Стара Марківка та хутір Ферма-Боберська. Проте в зв'язку із укрупненням сільрад у 1950-1960-х роках Новомарківську сільську раду було ліквідовано, а село увійшло до складу Шкнівської сільради Поліського району.
У 1981 році у селі мешкало близько 190 осіб. Село мало Т-подібне планування, складаючись із двох перпендикулярних вулиць. Існував колгоспний двір. У 1989 році населення вже становило 187 осіб.
Село виселене внаслідок сильного радіаційного забруднення на початку 1990-х років та офіційно зняте з обліку 1999 року через відсутність населення.
Мешканців села було переселено до села Вінинці.
Після Чорнобильської катастрофи село увійшло до 30-кілометрової зони відчуження.
З лютого по квітень 2022 року село було окуповане російськими військами внаслідок вторгнення 2022 року.